# Пъструга
Пъстругата (Acipenser stellatus) е проходна риба от семейство Есетрови. Среща се и в български води - в Черно море и река Дунав.
На дължина достига 220 cm, а на тегло до 80 kg. Оцветяването е тъмносиво до черно по гърба, а отстрани е по-светло. Коремът е бял.
Разпространена е в Азовско, Черно и Каспийско море и вливащите се по-големи реки. В България се среща по цялото черноморско крайбрежие и река Дунав. В миналото е обитавала и река Марица. Женските екземпляри дават до 1 – 2 kg черен хайвер. Хайверът се изхвърля през април – май. Отглеждат се изкуствено и във ферми.